# Porpidia thomsonii
Porpidia thomsonii är en lavart som beskrevs av Gowan 1989. Enligt Catalogue of Life ingår Porpidia thomsonii i släktet Porpidia,  och familjen Porpidiaceae, men enligt Dyntaxa är tillhörigheten istället släktet Porpidia,  och familjen Lecideaceae. Arten är reproducerande i Sverige. Inga underarter finns listade i Catalogue of Life.